# Rebecca Ruiz

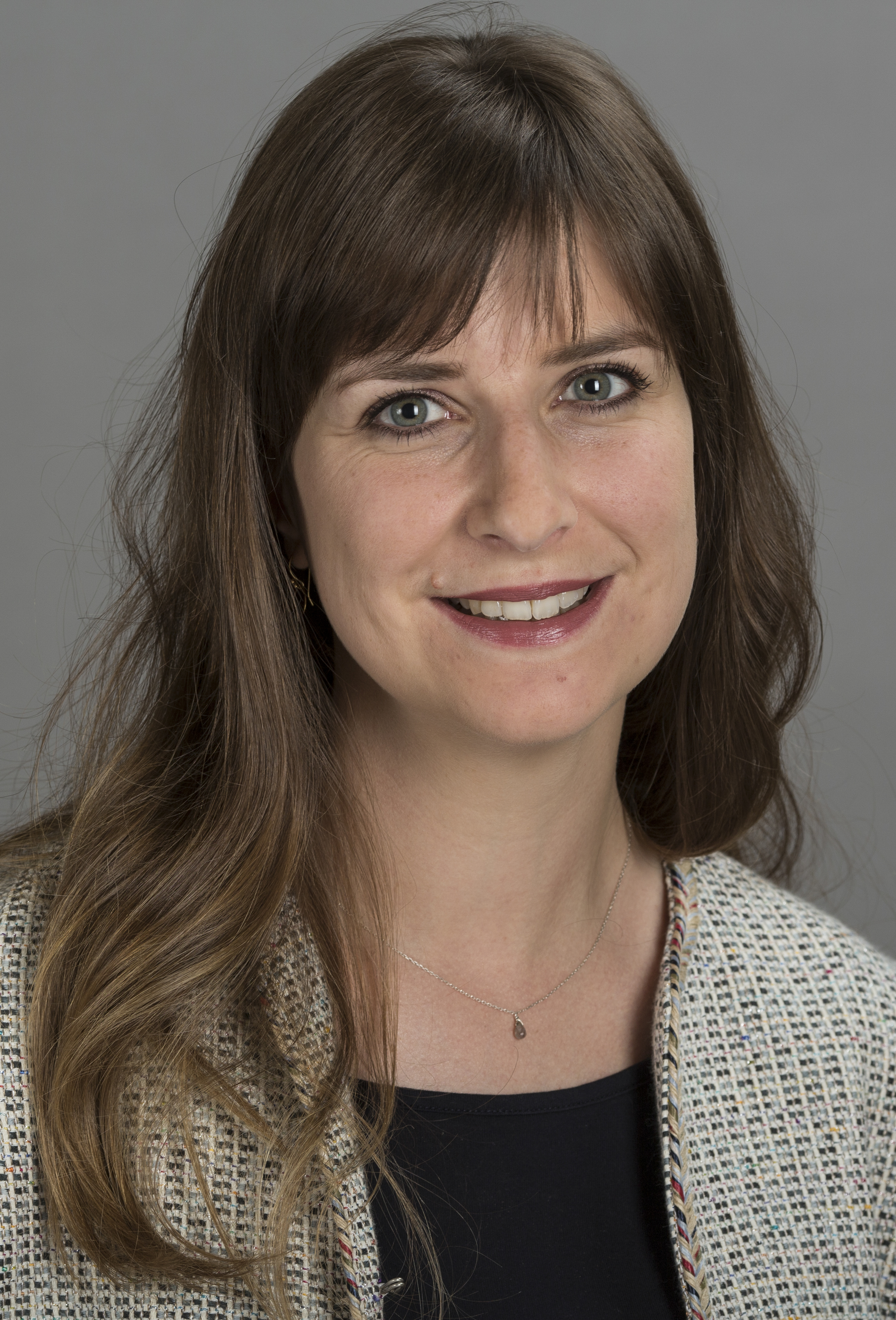
Rebecca Ruiz (2014)

Rebecca Ana Ruiz (* 4. Februar 1982 in Lausanne; heimatberechtigt in Ardon und Lausanne) ist eine Schweizer Politikerin (SP) und Staatsrätin des Kantons Waadt.

## Biografie
Ruiz stammt aus einer politisch aktiven Familie, ihre aus Spanien eingewanderten Eltern waren Mitglieder des Partido Socialista Obrero Español, eine Grossmutter überlebte eine fünfjährige Haft in einem Gefängnis der Franquisten. Sie ist spanisch-schweizerische Doppelbürgerin, studierte Sozialwissenschaften und erlangte den MLaw im Strafrecht.
Ruiz ist mit dem Lausanner Gemeinderat Benoît Gaillard verheiratet und hat zwei Kinder.

## Politik
Ruiz ist amtierende Staatsrätin des Kantons Waadt. Am 19. März 2019 wurde sie gewählt, ihr Amt trat sie am 7. Mai 2019 an. Sie ist Vorsteherin des Departements für Gesundheit und Soziales. Vor dem Staatsrat gehörte sie ab 2014 dem Nationalrat an.
Im Staatsrat wurde sie am 10. April 2022 im 2. Wahlgang in ihrem Amt bestätigt.
Von Juli 2006 bis Juni 2012 war sie Mitglied im Gemeinderat (Conseil communal) von Lausanne. Anschliessend war sie von Juli 2012 bis zum Mai 2014 im Grossen Rat des Kantons Waadt. Sie war von März 2008 bis April 2013 Präsidentin der SP Lausanne und von Juni 2012 bis Mai 2014 Vize-Präsidentin der SP-Fraktion im Grossen Rat.